# 整流子

整流子電動機の動作。外側に配置される界磁と、内側で回転する電機子による構成。手前にあるのが整流子とブラシ。電機子側が整流子、固定側がブラシ。

整流子（せいりゅうし、英語：commutator）は、特定の種類の電動機または発電機において回転子と外部回路の間で定期的に電流の方向を交替させる回転電気スイッチである。電動機においては電力を回転子の上で最善の場所に印加し、発電機においては同様に電力を取り出す。通常の動作で生じる多くの回路のオンオフを考えると、スイッチとして例外的に長い寿命を持つ。
交流ではなく脈動する直流を生成する装置の軸に設置された一連の接点で、回転部分と外部回路との接続を電位差の逆転に合わせて反転させる。直流の回転機器の共通の特徴である。電動機の電機子の回転するコイルの電流方向の交替によって一方向への回転力が発生される。同様に発電機では、外部回路へのコイルの接続の交替は直流の電流を外部回路へ流す事だ。最初の整流子式直流機はアンドレ＝マリ・アンペールの提案に基づき、1832年にイポリット・ピクシーによって造られた。
整流子機の電機子反作用による火花で焼損する。